# Motoazada

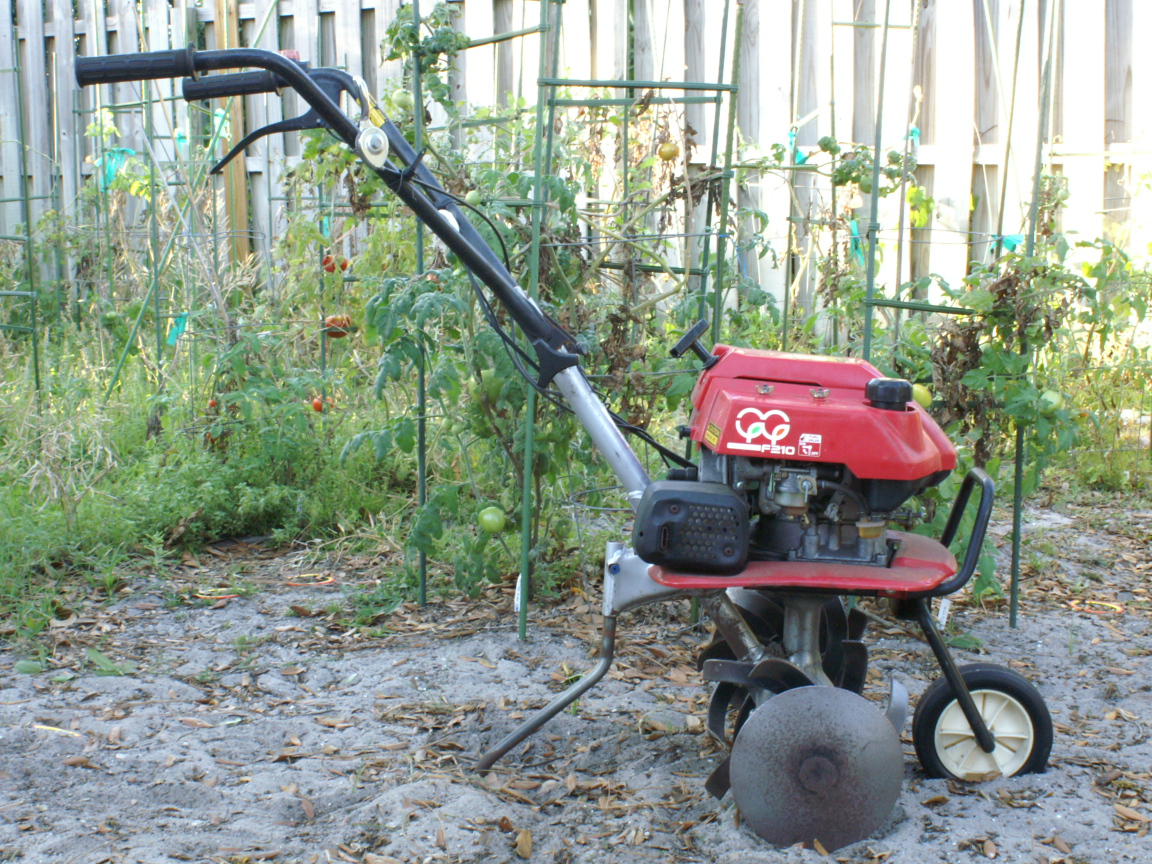
Motoazada Honda F210. La tracción es a través de las fresas. La ruedecilla delantera es únicamente para el transporte

La motoazada es un motocultor que lleva acoplada una azada mecánica o una cavadora que efectúa la propulsión de la máquina.  Es de baja potencia, en la que la conducción y la operación son proporcionadas por un hombre a pie. Las hay con motor de explosión o con motor eléctrico.
Se utiliza principalmente en horticultura y jardinería, que permite en una sola pasada y sin esfuerzo escarda, azada, el arado, y el hundimiento de la tierra. Está equipado con un eje único que hace girar una o más fresas y dos asas con las manijas de control. En jardinería, la motoazada se utiliza a menudo para preparar el terreno a principios de la temporada para sustituir el trabajo que se hacía tradicionalmente con una pala.
Los europeos, emplean principalmente  la motoazada en su jardín, mientras que en Asia se considera una máquina agrícola en sí misma (para trabajar en los campos de arroz, por ejemplo).